# Paris (Tennessee)
Paris – miasto w Stanach Zjednoczonych, w stanie Tennessee, w hrabstwie Crittenden.